# Deux Actrices
Pour plus de détails, voir Fiche technique et Distribution.
Deux Actrices est un film québécois de Micheline Lanctôt, sorti en 1993.

## Synopsis
Solange, une jeune femme à la vie plutôt rangée travaillant dans une garderie, est contactée par une femme légèrement plus âgée, Fabienne, qui prétend être sa grande soeur qu'elle n'a jamais connue.  Parallèlement, Pascale Bussières, l'actrice qui joue Solange, et Pascale Paroissien, qui incarne Fabienne, discutent de l'évolution de leurs personnages avec la réalisatrice du film, Micheline Lanctôt.

## Fiche technique
- Titre original : Deux Actrices
- Titre anglais ou international : Two Can Play
- Réalisation : Micheline Lanctôt
- Scénario : Micheline Lanctôt
- Photographie : André Gagnon, Jocelyn Simard
- Montage : Emmanuelle Forget, Micheline Lanctôt, Pascale Paroissien
- Musique : Anna McGarrigle, Kate McGarrigle
- Production : Micheline Lanctôt
- Société(s) de production : Stopfilm Inc.
- Société(s) de distribution : Alliance Atlantis Home Video (Canada)
- Pays d’origine :  Canada
- Langue originale : français
- Format : couleur — 16 mm
- Genre : Drame
- Durée : 95 minutes
- Dates de sortie :
  - Canada : septembre 1993

## Distribution
- Pascale Bussières : Solange
- Pascale Paroissien : Fabienne
- François Delisle : Charles
- Suzanne Garceau : La fleuriste
- Louise Latraverse : La mère

## Autour du film
Deux Actrices est un film au budget modeste tenant à la fois de la fiction et du documentaire.  Il est lancé au Festival de Toronto en septembre 1993.  Neuf ans auparavant, le deuxième film de fiction de Micheline Lanctôt, Sonatine, avait obtenu le Lion d'Argent à la Mostra de Venise et fait connaitre une jeune Pascale Bussières que l'on retrouve dans Deux Actrices.  Entre Sonatine et Deux Actrices,  Lanctôt réalise un documentaire (La Poursuite du bonheur) et un télé-film (Onzième spéciale).
Au Québec, Deux Actrices connait une sortie en salles plutôt discrète en février 1994.

## Accueil Critique
Dans le quotidien Le Devoir, Odile Tremblay parle d'un film « intéressant et inclassable (...)   Fiction et réalité se répondant et se complétant ».  Mario Cloutier, dans la revue Séquences , décrit Deux Actrices comme « un film indépendant à petit budget et à grand talent » qui « mêle habilement réalité et fiction, film et vidéo, humour et drame intime ».

### Récompenses
- 1993 : Prix Luc-Perreault-AQCC[2].
- 1994 : Prix du Meilleur film des Rendez-vous du cinéma québécois[3].

### Nominations
- 1994 : Nomination de Micheline Lanctôt au Prix Génie du meilleur réalisateur pour Deux Actrices.

## Restauration
En mai 2023, Téléfilm Canada annonce que le film sera restauré.